# Raul Rego Correia Freire Manoel Torres de Aboim

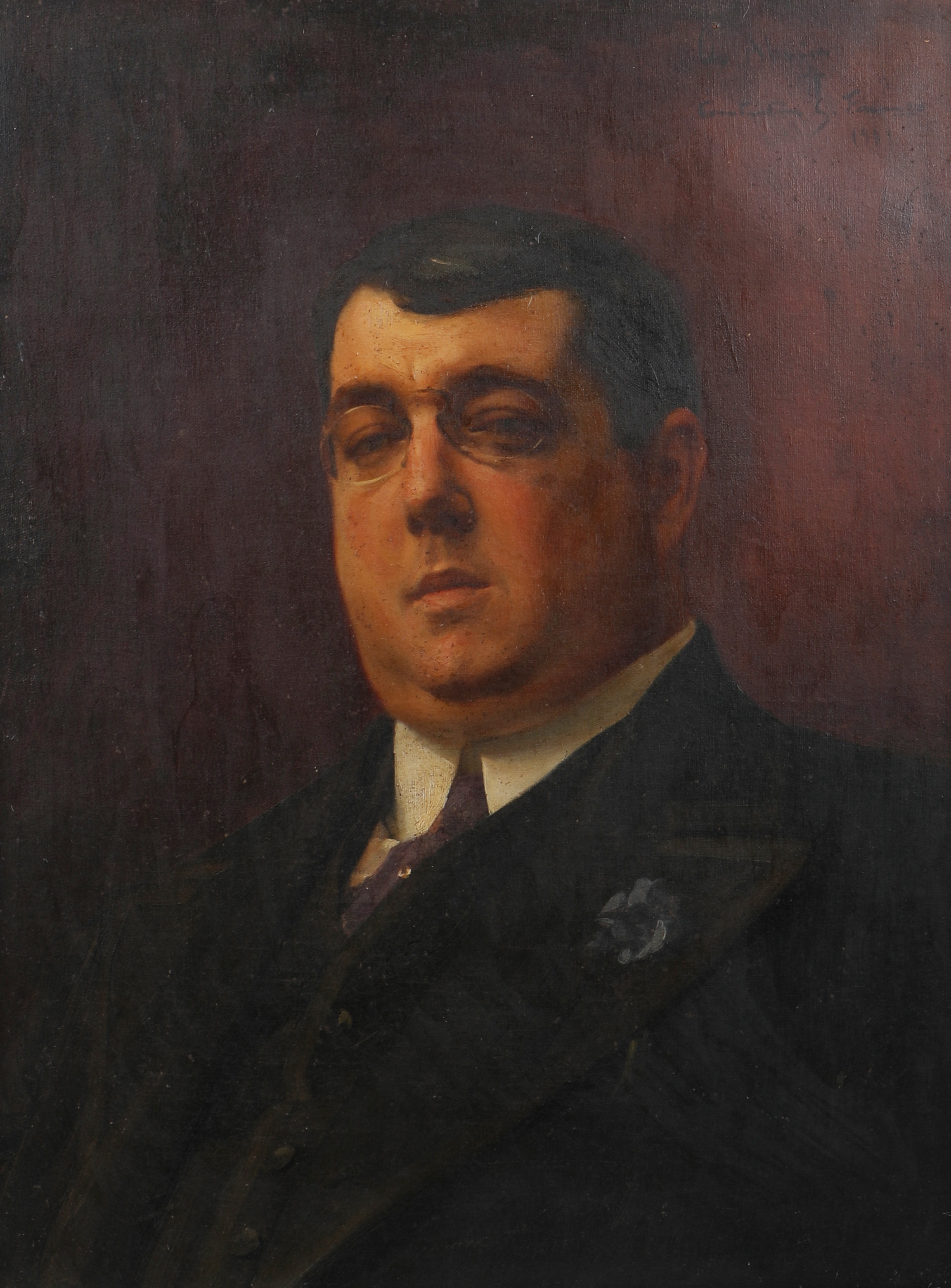
Retrato do Visconde de Idanha, 1901, por Constantino Fernandes

Raul Rego Correia Freire Manoel Torres de Aboim (28 de Julho de 1882 - 29 de Setembro de 1940), 2.º Visconde de Idanha, foi um escritor, poeta e jornalista português.

## Família
Filho primogénito de Francisco Moreira Freire Correia Manoel Torres de Aboim, 1.º Visconde de Idanha, e de sua primeira mulher Maria José da Silva Rego.

## Biografia
Foi Poeta de graciosa inspiração, autor de lindos versos que ficaram dispersos por revistas e jornais literários. Grande amador de Arte foi, durante muitos anos, o animador da Sociedade Nacional de Belas-Artes, que lhe ficou devendo relevantes serviços como Secretário-Geral. Publicou o livro de versos Pus-me a Cantar e Chorei, que não foi lançado no mercado.
O título de 2.º Visconde de Idanha foi-lhe renovado, em verificação de segunda vida, por Decreto de D. Carlos I de Portugal de data desconhecida.

## Casamento e descendência
Casou com Sara Borges de Almeida, filha de José Borges de Almeida e de sua mulher Virgínia do Amparo Ferreira, com geração, da qual foi filho primogénito João Moreira Freire Correia Manoel Torres de Aboim (25 de Maio de 1919).